# Black Box (película de 2013)
Black Box es una película dramática estadounidense de 2013 escrita y dirigida por Stephen Cone. El filme está protagonizado por Josephine Decker, Austin Pendleton, Jaclyn Hennell y Alex Weisman. Tuvo un paso por el circuito de festivales en 2013, incluyendo el Reeling Film Festival en Chicago, especializado en películas con temática LGBT.

## Sinopsis
Holly (Josephine Decker) es una estudiante de posgrado en dirección teatral que decide adaptar una novela ficticia de corte juvenil. Su objetivo es extraer momentos de verdad emocional a partir de un material sensacionalista. La novela, titulada The Reaper's Children, gira en torno a un oscuro orfanato victoriano dirigido por fanáticos religiosos que aplican métodos brutales de corrección que pretenden «alejar del mal» a los niños que albergan. Durante su representación, los miembros del reparto atraviesan dilemas amorosos y luchan con su propia identidad sexual.

## Reparto
- Josephine Decker es Holly
- Austin Pendleton es William Peters
- Jaclyn Hennell es Madeline
- Alex Weisman es Adam
- Nick Vidal es Brandon
- Dennis Grimes es Eddie
- Elaine Ivy Harris es Terra
- Matt Holzfeind es Jarrett
- Maggie Suma es Amy
- Hanna Dworkin es Pamela

Fuente:

## Producción
Black Box fue rodada en distintas locaciones del estado de Illinois. Las escenas exteriores se filmaron en los alrededores de la Universidad Estatal de Illinois, ubicada en la ciudad de Normal, mientras que los interiores se grabaron en un espacio escénico tipo «caja negra» del teatro Viaduct. Según declaraciones del director Stephen Cone, ciertos elementos de la trama están influenciados por la adaptación cinematográfica de Flowers in the Attic (1987), basada en la novela de V. C. Andrews.

## Estreno
El filme fue estrenado el 25 de agosto de 2013 en la decimoquinta edición del Sidewalk Moving Picture Festival, celebrado en Birmingham, Alabama. Posteriormente, la película fue exhibida en varios festivales de cine independientes, incluyendo el Cucalorus Film Festival, el Fort Lauderdale International Film Festival y el evento de cine LGBT Reeling Film Festival en Chicago. En 2019 el filme fue presentado como parte de una retrospectiva del director en Mánchester, Inglaterra.
En Indiewire se la mencionó como una de las mejores películas de 2013 que aún no habían sido distribuidas comercialmente. Un año después, Black Box fue adquirida por la compañía Devolver Digital Films para su distribución.

## Recepción
Ray Pride, del medio Newcity, calificó el filme como «ambicioso» y elogió la actuación de Austin Pendleton como «siempre fascinante». Paul Bower, de la revista Tiny Mix Tapes, destacó el tratamiento del proceso teatral en la película, señalando que «ensayar una obra y explorar la escritura obliga a los participantes a mostrarse vulnerables y enfrentarse a aspectos íntimos de sí mismos frente a otros, lo que puede resultar embarazoso si ocurre en un entorno hostil. Lo admirable de Black Box es que entiende ese temor inherente al teatro con tal profundidad que por momentos la experiencia de ver el filme puede volverse incómoda, en el buen sentido».
Michael Phillips, del Chicago Tribune, le otorgó tres estrellas y medio sobre cuatro posibles, describiéndola como «una digna continuación de la obra previa de Cone» y añadiendo: «Espero que Cone siga escribiendo y haciendo películas porque tiene lo que muchos otros guionistas-directores no tienen: interés por los personajes; facilidad para sacar de los actores un trabajo fino y discreto ante la cámara; y un don para reunir a una variedad de personajes simpáticos en momentos cruciales».
Para Michael Smith de Time Out, la cinta «captura con precisión el drama que surge de la naturaleza colaborativa del teatro. Fiel a ese espíritu, Stephen Cone otorga el mismo protagonismo a todos los integrantes de su amplio reparto, compuesto por intérpretes sólidos cuyos personajes atraviesan enredos amorosos, conflictos de identidad sexual y dilemas relacionados con la religión». Jude Dry de Indiewire afirmó que Cone es «el cineasta queer más talentoso que la industria aún no ha sabido reconocer» y afirmó que sus personajes en el filme «exploran matices de lo queer, la espiritualidad y la moralidad con una elegancia que los entrelaza sin esfuerzo».